# Ениджевардарски революционен район
Ениджевардарският революционен район от Солунския революционен окръг на Вътрешната македоно-одринска революционна организация обхваща териториите на Ениджевардарска кааза в Османската империя с главен град Енидже Вардар. Районът е сравнително добре организиран за революционни действия и участва в Илинденско-Преображенското въстание, но не въстава масово и относително леко пострадва при потушаването на въстанието. За време на активната дейност на гръцката въоръжена пропаганда в Македония в периода 1904 – 1908 година Ениджевардарско е основно бойно поле на съперничещите си български и гръцки чети. Главен ръководител на гръцкия комитет е солунският консул Ламброс Коромилас, а войводата Апостол Петков е най-изявеният войвода от ВМОРО в района. В помощ на четите на ВМОРО в Ениджевардарско пристигат влашко-арумънски чети от България и Румъния. След Балканската война от 1912 година територията на района попада в Кралство Гърция, но въоръжената съпротива срещу окупацията продължава и след това.

## Ениджевардарски революционен район
Появата на четнически действия става през 1897 година, когато Даме Груев предприема обиколка в Ениджевардарско и поставя начало на местни комитети, заклева бившите харамии Апостол Петков, Иван Карасулийски, Спиро Карасулски и други за целите на ВМОРО. За повдигане на дисциплината през 1898 година в окръга пристига агитационно-организаторската чета на Михаил Апостолов – Попето, който обикаля Кукушко, а после Ениджевардарско и Гевгелийско.
В края на 1900 или началото на 1901 година главният учител в Енидже Вардар Никола Пасхов пише в спомените си:
| „ | За колеги тук заварих Ах. Минджов, Конст. Атанасов, Ив. Шишков, Роса Бояджиева и Мария Иванова. Ръководител на околийското управително тело на организацията беше К. Атанасов, който се подпомагаше от другите учители, без да занемаряват училищната си работа. | “ |

Последователно в района и окръга избухват няколко афери. Това са Ениджевардарската афера от лятото на 1900 година, Баялската и Солунската афера от началото на 1901 година, които оказват въздействие срещу по-масовото организиране на населението в Ениджевардарско. Последвани от Гевгелийската от началото на 1902 година и Мачуковската афера от октомври 1902 година, които провали разстройват организационната мрежа в Солунски революционен окръг.
В окръга и в района в средата на 1902 година пристигат върховистките чети на Анастас Янков, Тома Пожарлиев, Иван Пожарлиев, Атанас Орджанов, Иван Карасулийски и други, за да вдигнат въстание. Дейците на ВМОРО провалят опитите им, някои от четите са обезоръжени, и така Горноджумайското въстание не достига Ениджевардарско. Същата година се провежда малочислен Солунски конгрес, а на конгреса от януари 1903 година се взима решение за всеобщо въстание, на което не присъстват най-изявените дейци на ВМОРО.

## Илинденско-Преображенско въстание
Според общия план на Христо Матов за предстоящето въстание Първи Солунски революционен окръг е разделен на два нови – „Беласица“ и този, в който попадат Ениджевардарския район заедно с Гевгелийския, Воденския и Тиквешкия – „Кожух“. Подготовката за вдигане на въстание в Солунския окръг започват веднага след Софийското съвещание на ВМОРО от януари 1903 година. 
Знамето на революционния район е ушито от учителката Мария Капитанчева през зимата на 1903 година по указание на Апостол Петков. Представлява съшити червен и зелен плат с девойка застанала пред убит турски войник, с надпис над нея „Свобода или смъртъ“. На обратната страна е изписан девиза „Дерзай народе Богъ е с насъ“ върху православен кръст. След Илинденското въстание знамето е спасено от отец Димитър Джутев.
В Ениджевардарско Апостол Петков води сражение край Боймица на 23 февруари 1903 година, а Иван Карасулийски убива гръцки шпиони в Бабяни на 17 април 1903 година. Кръстьо Асенов преминава в техния район и заедно с четите на Апостол Петков и Трайко Гьотов водят сражение при Постол, след което четите на Кръстьо Асенов и Апостол Петков се събират с тази на Иван Карасулийски в Корнишор. Там на 20 юли е осветено революционното знаме и е дадено начало на въстанието. Кръстьо Асенов след своеволие е убит на 25 юли 1903 година по нареждане на Гоне Бегинин. На 28 юли Апостол Петков преминава през Крива, след което се сражава край Рамна и се изтегля в Паяк планина. На 12 септември обединената чета на Апостол Петков и Иван Карасулийски водят бой на връх Гъндач с редовна турска армия от Гумендже и Гевгели. След това Апостол Петков води сражение на връх Гола чука, а през ноември 1903 година в целия район е преустановена въстаническата дейност.

## Поява на гръцката въоръжена пропаганда
След потушаването на Илинденско-Преображенското въстание се засилва гръцката въоръжена пропаганда в Македония, ръководена от гръцкото консулство в Солун. Солун става сцена на изтребление между българи и гърци. 
В гръцкия градски ениджевардарски комитет влизат Антон Касапов (Андонис Касапис, председател), поп Димитър Икономов (Димитриос Иконому, секретар), Христо Митов (Христос Дидаскалу, касиер), като всички са убити от дейци на българския комитет в отговор на извършени убийства над видни българи в Енидже Вардар. В 1903 година е убита дъщерята на Касапов Велика Рома в Пилорик, в 1904 година – самият той, в 1907 година – Христо Митов край Гюпчево, а в 1909 година поп Димитър Икономов в Бабяни. Убити са и Христо Хаджидимитров (Христос Хадзидимитриу) на 17 юли 1905 година на пазарния площад на града, Дионисис Самоладас в 1904 година, Аристид Дуванджиев (Аристидис Дувандзис) и Дионис Чакмаков (Дионисис Цакмакис) в 1905 година, Яни Карабатаков (Янис Карабатакис) с племенницата му, Ставри Миджуров (Ставрос Мидзурис), Атанас Икономов (Атанасиос Иконому) и Атанас Органджиев (Атанасиос Органдзис) в 1906 година. Таен ръководител на гръцката пропаганда в града през цялото време е Йоанис Папавасилиу – Сфецос.
През октомври 1904 година излиза първата гъркоманска чета на Гоно Йотов в Ениджевардарско. Той помага на капитаните Аграс (Телос Агапинос), Никифорос (Йоанис Деместихас) и Акритас (Константинос Мазаракис) да организират свои бази в Ениджевардарското езеро, където водят много сражения с четата на Апостол Петков. С подкупи и раздаване на безплатно оръжие привличат на своя страна селата Петрево, Рамел и Зорбатово, а гръцките села в Урумлъка стават пунктове на гръцката пропаганда. Гръцките чети постоянно нападат българските села в Ениджевардарско, а в отговор са опожарени Рамел и Ниси. Воденският войвода Лука Иванов води много успешни сражения с андартите, но загива през август 1906 година в сражение с андартската чета на Константинос Гарефис. В началото на 1907 година новият командир на гръцките чети Константинос Сарос се отказва от гръцко-турското сътрудничество срещу ВМОРО и в резултат андартите почти са изтласкани от Ениджевардарско.
В периода 1903 – 1908 година Ениджевардарското езеро се използва за бази от враждуващите чети на ВМОРО и Гръцката въоръжена пропаганда в Македония. С помощта на местните селяни ВМОРО устройва своите бази в езерото още преди Илинденско-Преображенското въстание. Те остават главна база на войводата Апостол Петков, наричан от местното българско население Ениджевардарското слънце. През 1907 година съвместният натиск на гръцката пропаганда и турската армия принуждава българите да напуснат района на езерото. Базите на ВМОРО са: Алонаки, Ития, Сливица, Алгана, Порт Артур, Жервохор, Корчука и Голо село, което се пада главен щаб на Апостол Петков.
За много кратко време през пролетта на 1905 година Гевгелийския революционен район е почти разбит. Унищожени са четите на Сава Михайлов, Апостол войвода (без него самия), Иванчо Карасулийски и Леонид Янков, докато главният районен войвода Аргир Манасиев се намира в България за набиране на оръжие. Избухват аферите Мацанова и Гумендженска през пролетта и лятото на 1906 година, при които османските власти залавят редица дейци на ВМОРО в района.
Ениджевардарският революционен комитет е съставен от Хариш Божков, Томо Тушиянов, Миле Попхристов, Георги Харизанов, Георги Попхристов, Димитър Карабашев и Петър Хаджириндов (заместен след разкритието му от Михаил Каяфов). Постепенно градската организация и църковните институции в Енидже Вардар опитват да изземат ръководството на революционния район от Апостол Петков, заради което той заплашва председателят на ениджевардарската българска църковна община Никола Шкутов с убийство.
В помощ на четите на ВМОРО пристигат в района влашко-арумънски чети, като например тази на Михаил Хандури. През лятото на 1907 година заедно с Иван Златанов и Георги Касапчето от Месимер или Георги Мучитанов – Касапчето се среща с Телос Агапинос и Андон Минга, които се опитват да ги привлекат на гръцка страна и да развалят българо-влашкия съюз в Ениджевардарско. Андартите са пленени и обесени няколко дни по-късно.